# Louis Faure
Pour les articles homonymes, voir Faure.
Louis Faure est un homme politique français né le 19 août 1759, à Briançon, et mort à Paris, le 2 novembre 1850.

## Biographie
Louis Faure est administrateur des Hautes-Alpes, lors de la Révolution, puis receveur général des droits réunis à Briançon sous l'Empire. Il passa une grande partie de ses activités à l'amélioration agronomique dans le Briançonnais, et notamment à l'élevage des moutons Mérinos. Afin d'expérimenter ses études, il fit construire une bergerie modèle au Lauzin (commune de Villar-Saint-Pancrace), près du Mélézin, sur les pentes de Peyre-Eyraute, en 1807. Ruiné, il dut se séparer en 1830. 
Il est nommé chevalier de la Légion d'honneur le 28 novembre 1831.

## Carrière politique
Conseiller d'arrondissement de 1800 à 1812, et bref maire de Briançon, Louis Faure a été député des Hautes-Alpes du 3 juin 1815 au 13 juillet 1815, à la Chambre des Cent Jours, il était opposé au retour des Bourbon.

## Ouvrages
Durant sa carrière, Louis Faure a publié plusieurs articles dans le Journal d'Agriculture des Hautes-Alpes, ainsi que quelques livres : 
- Le berger des Alpes ou Mémoire sur la manière d'élever, de propager les Bêtes à laine d'Espagne Mérinos, et la race indigène dans le département des Hautes-Alpes, Paris, Fantin, 1807
- Mémoire sur les prairies artificielles, Paris, Fantin, 1814
- Statistique rurale et industrielle de l'arrondissement de Briançon, département des Hautes-Alpes, Gap, Allier, 1823
- De la Révolution française, son origine, ses causes, ses progrès, ses abus, ses vicissitudes et ses résultats obligés, ou l'œuvre de juillet 1789 couronnée et accomplie par celle de juillet 1830, Paris, Delaunay et Dentu, 1831, 201 p.
- Aperçus philosophiques sur le monde physique et sur le monde intellectuel et moral, servant d'introduction à un grand ouvrage sur ces matières, Carilian-Goeury et Dalmon, Fantin, 1843, 167 p.